# Detlef Bojak
Detlef Bojak (* 6. August 1935 in Greulich, Schlesien) ist ein deutscher Politiker (SPD).

## Leben und Beruf
Nach der mittleren Reife 1953 absolvierte Bojak eine Lehre im Zimmerhandwerk und als Bauzeichner und studierte anschließend bis 1959 an der pfälzischen Ingenieurschule Kaiserslautern. Als Bauingenieur war er bis 1966 tätig, ehe er Lehrer an einer Berufsschule in Kusel wurde. Er engagierte sich jahrzehntelang ehrenamtlich beim Landesverband Rheinland-Pfalz/Saarland des Deutschen Jugendherbergswerk, dessen Ehrenpräsident er bis heute ist.

## Politik
Bojak trat 1964 der SPD bei und wurde in den Gemeinderat von Jettenbach gewählt. 1969 wurde er Mitglied des Kreistags des Landkreises Kusel, in dem er von 1973 bis 2004 den Vorsitz der SPD-Fraktion innehatte. Seit 1971 ist er Beigeordneter von Jettenbach. Von 1973 bis 1992 war er Vorsitzender des SPD-Unterbezirks Kusel. 1971 wurde er Abgeordneter des rheinland-pfälzischen Landtags, dem er bis 1996 angehörte. Dort war er von 1981 bis 1991 stellvertretender Vorsitzender der SPD-Landtagsfraktion und anschließend bis zu seinem Ausscheiden aus dem Parlament Landtagsvizepräsident.

## Ehrungen
Bojak wurde 1987 mit dem Bundesverdienstkreuz 1. Klasse und 1997 mit dem Großen Bundesverdienstkreuz ausgezeichnet. Der Ministerpräsident von Rheinland-Pfalz verlieh ihm 1996 den Titel eines Ökonomierates. Die SPD Kusel ernannte Bojak 2005 zum Ehrenvorsitzenden. Das Land Rheinland-Pfalz ehrte ihn mit der Freiherr-vom-Stein-Plakette.